# Alexeï Danilov
Alexeï Ilitch Danilov (en russe : Алексе́й Ильи́ч Дани́лов), né le 26 janvier 1897 et décédé le 23 juin 1981, est un militaire soviétique, qui fut lieutenant-général à partir de 1943.

## Biographie
Alexeï Danilov est né dans le village de Mosin, ouïezd de Souzdal, dans le gouvernement de Vladimir.
Il a servi dans l'armée impériale russe de 1916 à 1917, il est diplômé du collège militaire d'Alekseïevskoïe, une des plus prestigieuses écoles de l'Empire russe.
Il rejoint l'Armée rouge en 1918 ; au cours de la guerre civile, Danilov combat au sein des fronts du sud-ouest et de l'ouest.
Dans l'entre-deux-guerres, Danilov poursuit sa carrière jusqu'à atteindre le rang de chef d'état-major d'une division d'infanterie.
Il est diplômé de la formation tactique d'infanterie pour améliorer les officiers de l'Armée rouge "Shot" en 1924, puis de l'Académie militaire Frounzé en 1931, et enfin de l'académie de l'état-major général en 1939. En septembre 1939 il est chef d'état-major, puis commandant du 49e corps d'infanterie.
Il participe à la guerre soviéto-finlandaise de 1939 à 1940.
le 4 juillet 1940 A.I. Danilov est promu au grade de major-général.
En juillet 1940 il devient commandant adjoint du district militaire spécial de Kiev, chargé de la défense.

### Seconde Guerre mondiale
Le 27 septembre 1941 Danilov est nommé chef d'état-major de la 21e armée du font du sud-ouest, qui ne représente en fait que la partie de l'armée ayant réussi à s'échapper de l'encerclement de Kiev.
Bien que renforcée son armée doit faire face à la pression de la VI. Armee et tente en vain de défendre Kharkov puis de la reprendre lors de la contre-offensive d'hiver la ligne de front se stabilisant de fait aux alentours de Belgorod vers la mi-janvier 1942.
La 21e armée participe à une nouvelle tentative, toujours infructueuse, en mai : la seconde bataille de Kharkov.
Le 5 juin 1942 Danilov prend le commandement de la 21e armée, qui faire face aux débuts l'offensive d'été allemande : une partie de ses troupes participe à la défense de Voronej avant que toute son armée ne soit obligée de battre en retraite derrière le Don, qu'elle réussit à franchir aux alentours de Pavlovsk, pour éviter l'encerclement.
À la suite de la dissolution du front du sud-ouest le 20 juillet 1942, son armée est rattachée au front de Stalingrad. Elle protège la rive gauche de la boucle du Don, au nord de la 62e armée qui barre la boucle et tente d'empêcher la VI. Armée d'atteindre Stalingrad. Alors que sa voisine, dans l'axe de progression allemand, est forcée de reculer, la 21e réussit à tenir deux têtes de pont sur la rive sud du Don.
Une aux alentours de Kremenskaïa qu'elle réussit à conserver face à la VI. Armee aux alentours du 15 août 1942. L'autre entre les villages Serafimovich et de Kletskaïa, sur les arrières allemands, qu'elle réussit à prendre aux troupes italiennes et qu'elle conserve malgré l'intervention de la 22. Panzerdivision. C'est de ces têtes de pont que partira la contre-attaque soviétique qui permettra l'encerclement des Allemands dans Stalingrad.
Le 22 octobre pour les préparatif de l'opération Uranus la 21e armée est rattachée au front du sud-ouest.
Le 1er novembre 1942 Danilov devient chef d'état-major de la 5e armée blindée qui sera le fer de lance de la pince nord de l'opération Uranus.
Le 20 avril 1943 la 5e armée blindée et refondue pour former la 12e Armée et affectée aux réserve de la Stavka.
Le 19 mai 1943 Danilov en prend le commandement.
En août, la 12e armée est envoyée en premier échelon relever la 8e armée de la Garde sur les positions défensives qu'elle avait établies au nord Barvinkove (sur la tête de pont conservée sur la rive ouest du Donetz au sud d'Izioum).
Lors de l'offensive Donbass, les troupes sous le commandement d'A.I. Danilov repoussent la I. Panzeramee et atteignent puis traversent le Dniepr au nord de Zaporojie et libèrent la ville.
Le 20 octobre 1943 Alexeï Danilov est promu au grade de lieutenant-général.
Le 30 octobre 1943 la 12e armée est dissoute. Le 18 novembre Danilov prend le commandement de la 17e armée, stationnée sur le territoire de la République populaire mongole, le long de la frontière avec la Chine.
En août-septembre 1945 durant la guerre soviéto-japonaise, la 17e armée participe à l'offensive Khingan-Moukden au sein du front de Transbaïkalie.

### Après guerre
Après la guerre, Alexeï Danilov occupe différents postes dont responsable de l'académie militaire supérieure Vorochilov, commandant adjoint de la région militaire de Transcaucasie et conseiller militaire en chef de l'armée de la République populaire de Corée.
Il prend sa retraite en 1968 et décède le 23 juillet 1981 à Moscou.